# Finlands ambassad i Stockholm
Finlands ambassad i Stockholm (även Finska ambassaden) är Finlands diplomatiska representation i Sverige beläget i kvarteret Förrådsbacken på Östermalm i Stockholm. Ambassadör sedan 2021 är Maimo Henriksson. Diplomatkoden på beskickningens bilar är BK.

## Historik
Finlands regering utsåg i september 1917 bankdirektör Olof Nykopp till handelsattaché med kontor på Artillerigatan i Stockholm och med ansvar även för övriga skandinaviska länder. I januari 1918 blev detta kontor Finlands första ambassad. Finlands första representant i Stockholm var Claes Alexis Konstantin Gripenberg (1852–1927), som tillförordnad chargé d’affaires.

## Fastigheter

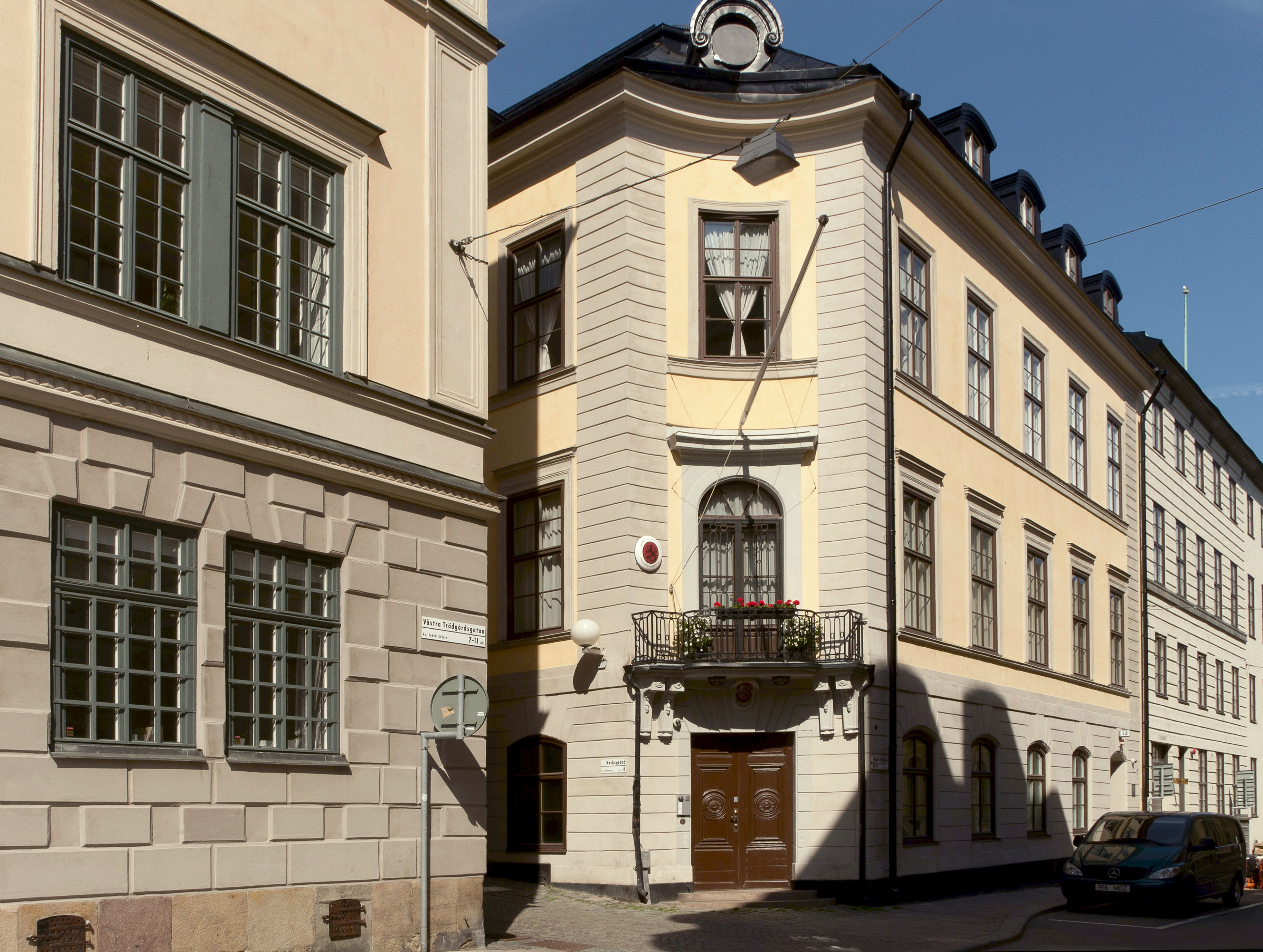
Wachtmeisterska huset

Ambassaden är sedan 2001 inrymd i fastigheten Finska borgen vid Gärdesgatan 11 i Diplomatstaden, Stockholm. Tidigare adresser är Strandvägen 5 (1921–1941), Västra Trädgårdsgatan 13 (1942–1974), Regeringsgatan 67 1974–1985 och Jakobsgatan 6 (1985–2001).
Ambassadörens residens ligger i det av den finska staten 1941 på initiativ av borgarrådet Yngve Larsson förvärvade Wachtmeisterska huset även kallat De Geerska palatset, uppfört 1769–1775 efter ritningar av arkitekt Jean Eric Rehn vid nuvarande Västra Trädgårdsgatan 13. Sedan 1928 granne med Tändstickspalatset.
Finlands konsulat i Göteborg ligger på Götgatan 10 i Nordstaden. Det finns även ett flertal honorärkonsulat runt om i Sverige.

## Beskickningschefer
| Namn                     | Period    | Funktion          |
| ------------------------ | --------- | ----------------- |
| Alexis Gripenberg        | 1918-1919 | Minister          |
| Werner Söderhjelm        | 1919-1928 | Minister          |
| Rafael Erich             | 1928-1936 | Envoyé            |
| Juho Kusti Paasikivi     | 1936-1939 | Envoyé            |
| Eljas Erkko              | 1939-1940 | Chargé d'affaires |
| Jarl Axel Wasastjerna    | 1940-1943 | Envoyé            |
| Georg Achates Gripenberg | 1943-1956 | Envoyé            |
| Päivö Tarjanne           | 1956-1961 | Ambassadör        |
| Sakari Tuomioja          | 1961-1964 | Ambassadör        |
| Eero A. Wuori            | 1964-1965 | Chargé d'affaires |
| Ralph Enckell            | 1965-1969 | Ambassadör        |
| Leo Tuominen             | 1969-1972 | Ambassadör        |
| Max Jakobson             | 1972-1975 | Ambassadör        |
| Jorma Vanamo             | 1975-1980 | Ambassadör        |
| Paul Gustafsson          | 1980-1983 | Ambassadör        |
| Björn-Olof Alholm        | 1983-1991 | Ambassadör        |
| Matti Kahiluoto          | 1991-1996 | Ambassadör        |
| Heikki Talvitie          | 1996-2002 | Ambassadör        |
| Pertti Torstila          | 2002-2006 | Ambassadör        |
| Alec Aalto               | 2006-2010 | Ambassadör        |
| Markus Lyra              | 2010-2011 | Ambassadör        |
| Harry Helenius           | 2011-2014 | Ambassadör        |
| Jarmo Viinanen           | 2014-2016 | Ambassadör        |
| Mikael Antell            | 2016-2017 | Charge d'affaires |
| Matti Anttonen           | 2017-2018 | Ambassadör        |
| Liisa Maria Talonpoika   | 2018-2021 | Ambassadör        |
| Maimo Henriksson         | 2021-idag | Ambassadör        |

## Press- och kulturråd
| Namn                   | Period    | Funktion     |
| ---------------------- | --------- | ------------ |
| Dan Ekholm             | 2005-2008 | Pressattaché |
| Cita Högnabba          | 2008-2021 | Pressattaché |
| Elna Nykänen Andersson | 2021-     | Pressattaché |